# Squadra Unificata ai Giochi olimpici
Squadra Unificata (nome ufficiale in francese: Équipe Unifiée, EUN) fu il nome usato dalle squadre sportive dell'ex-Unione Sovietica nel 1992, ai XVI Giochi olimpici invernali di Albertville, ai Giochi della XXV Olimpiade di Barcellona ed in alcune competizioni mondiali. Un'esperienza simile si era avuta dal 1956 al 1964 per le squadre della Germania Est e Germania Ovest che parteciparono come Squadra Unificata Tedesca.
Le squadre unificate si distinguono dalle squadre miste che furono presenti in alcune discipline nelle prime tre edizioni dei giochi olimpici, poiché queste ultime squadre venivano composte sul momento per completare il tabellone o per esigenze simili.
La squadra consisteva di atleti di tutte le ex-repubbliche sovietiche, ad eccezione dei Paesi Baltici. Venne talvolta chiamata informalmente (e impropriamente) “Squadra della Comunità degli Stati Indipendenti”, anche se la Georgia non entrò nella CSI fino al 1993. 

## Giochi olimpici
Tutte e 12 le nazioni parteciparono ai Giochi estivi, ma solo 5 a quelli invernali.
Il seguente elenco riporta le nazioni partecipanti all'EUN;
- Armenia (ARM) - solo ai Giochi olimpici estivi
- Azerbaigian (AZE) - solo ai Giochi olimpici estivi
- Bielorussia (BLR)
- Georgia (GEO) - solo ai Giochi olimpici estivi
- Kazakistan (KAZ)
- Kirghizistan (KGZ) - solo ai Giochi olimpici estivi
- Moldavia (MDA) - solo ai Giochi olimpici estivi
- Russia (RUS)
- Tagikistan (TJK) - solo ai Giochi olimpici estivi
- Turkmenistan (TKM) - solo ai Giochi olimpici estivi
- Ucraina (UKR)
- Uzbekistan (UZB)

La Squadra Unificata terminò al primo posto del medagliere ai Giochi della XXV Olimpiade con 45 ori, 38 argenti e 29 bronzi (112 medaglie in totale), e finì seconda, dietro alla Germania, ai XVI Giochi olimpici invernali, con 9 ori, 6 argenti e 8 bronzi (23 medaglie in totale).
Tuttavia il Comitato Olimpico Internazionale non riconosce ufficialmente i totali nazionali di medaglie.

## Formazioni

### Pallacanestro
- Uomini

 Squadra Unificata - Pallacanestro ai Giochi della XXV Olimpiade - Torneo maschile4 Vētra, 5 Bazarevič, 6 Miglinieks, 7 Gorin, 8 Panov, 9 Tichonenko, 10 Berežnyj, 11 Nosov, 12 Sucharev, 13 Qadaşev, 14 Volkov, 15 Belostennyj,        All. Jurij Selichov
- Donne

 Squadra Unificata - Pallacanestro ai Giochi della XXV Olimpiade - Torneo femminile4 Žyrko, 5 Baranova, 6 Gerlic, 7 Tornikidu, 8 Švajbovič, 9 Tkačenko, 10 Minch, 11 Chudašova, 12 Sumnikova, 13 Šakirova, 14 Zasul'skaja, 15 Zabolueva,        All. Evgenij Gomel'skij

### Pallanuoto
- Uomini

 Squadra Unificata - Giochi olimpici - Barcellona 19921 Šaranov, 2 Ogorodnikov, 3 Vdovin, 4 Kozlov, 5 Naumov, 6 Belofastov, 7 Kolotov, 8 Apanasenko, 9 Gorškov, 10 Markoč, 11 Kovalenko, 12 Karabutov, 13 Čigir', CT: Boris Popov

### Ginnastica artistica
- Uomini

 Squadra Unificata - Ginnastica ai Giochi della XXV OlimpiadeIgor' Korobčinskij, Grigorij Misjutin, Vital' Ščėrba, Rustam Šaripov, Aleksej Voropaev
- Donne

 Squadra Unificata - Ginnastica ai Giochi della XXV OlimpiadeS'vjatlana Bahinskaja, Oksana Čusovitina, Rozalia Galiyeva, Elena Grudneva, Tetjana Hucu, Tetjana Lysenko

## Altre competizioni

### Campionati mondiali di biathlon
La Squadra Unificata fu presente al Campionati mondiali di biathlon 1992, a Novosibirsk. In questa competizione si disputarono le sole gare a squadre maschile e femminile, che non facevano parte del programma delle Olimpiadi invernali, e la Squadra Unificata vinse l'oro maschile e l'argento femminile.

### Campionati mondiali di scherma
La Squadra Unificata fu presente al Campionato mondiale di scherma 1992, a L'Avana. In questa competizione si disputarono le sole gare di spada femminile (individuale e a squadre) che non erano state ammesse nell'olimpiade estiva. La spadista russa Marija Mazina conquistò la medaglia di bronzo nella gara individuale con i colori della Squadra Unificata.
Nel Campionato europeo di scherma 1992 invece le varie nazioni dell'ex Unione Sovietica parteciparono separatamente (ma solo la Bielorussia ottenne una medaglia di bronzo).